# Thomas Read (Politiker)

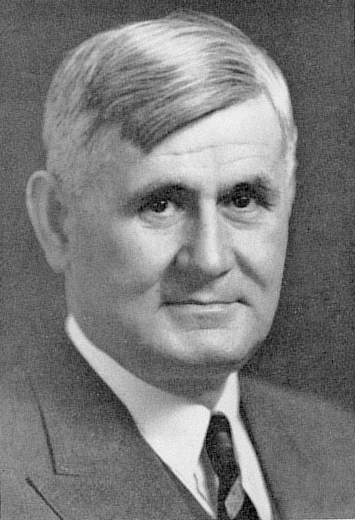
Thomas Read

Thomas Read (* 28. Mai 1881 in Rochester, New York; † 1962) war ein US-amerikanischer Politiker. Zwischen 1921 und 1925 und nochmals von 1935 bis 1937 war er Vizegouverneur des Bundesstaates Michigan.

## Werdegang
Thomas Read absolvierte das Ferris Institute. Nach einem anschließenden Jurastudium an der University of Michigan und seiner 1913 erfolgten Zulassung als Rechtsanwalt begann er in diesem Beruf zu arbeiten. Gleichzeitig schlug er als Mitglied der Republikanischen Partei eine politische Laufbahn ein. Zwischen 1915 und 1920 saß er als Abgeordneter im Repräsentantenhaus von Michigan, dessen Präsident er seit 1919 als Nachfolger von Wayne R. Rice war. 1920 wurde er an der Seite von Alex Groesbeck zum Vizegouverneur von Michigan gewählt. Dieses Amt bekleidete er zwischen 1921 und 1925. Dabei war er Stellvertreter des Gouverneurs und Vorsitzender des Staatssenats.
In den Jahren 1930, 1936, 1938 und 1942 scheiterte er in den Vorwahlen seiner Partei bei dem Versuch der Rückkehr in dieses Amt. 1924 und 1940 unterlag er in den Gouverneursvorwahlen. Von 1927 bis 1928 gehörte Read dem Senat von Michigan an. Bei den Präsidentschaftswahlen des Jahres 1928 war er einer der republikanischen Wahlmänner, die Herbert Hoover offiziell zum Präsidenten wählten. Von 1935 bis 1937 war Read unter Gouverneur Frank Fitzgerald noch einmal Vizegouverneur seines Staates. Zwischen 1939 und 1940 bekleidete er als Nachfolger von Raymond Wesley Starr das Amt des Attorney General von Michigan. 1950 trat er erfolglos in den Vorwahlen für das Repräsentantenhaus der Vereinigten Staaten an.